# لاولس (آلاباما)
لاولس (به انگلیسی: Loveless) یک منطقهٔ مسکونی در ایالات متحده آمریکا است که در شهرستان دیکلب، آلاباما واقع شده‌است. لاولس ۳۹۹٫۹ متر بالاتر از سطح دریا واقع شده‌است.